# Средний Чир
Рублёвка — посёлок в Обливском районе Ростовской области.
Входит в состав Обливского сельского поселения.

## География

### Улицы
| - ул. 50 лет Советской Власти, - ул. Куйбышева, - ул. Луговая, - ул. Новоселов, - ул. Первомайская, | - пер. Куйбышева, - пер. Луговой, - пер. Школьный. |

## Население
| 2010 |
| ---- |
| 731  |